# Gastronomía de los alemanes de Pensilvania

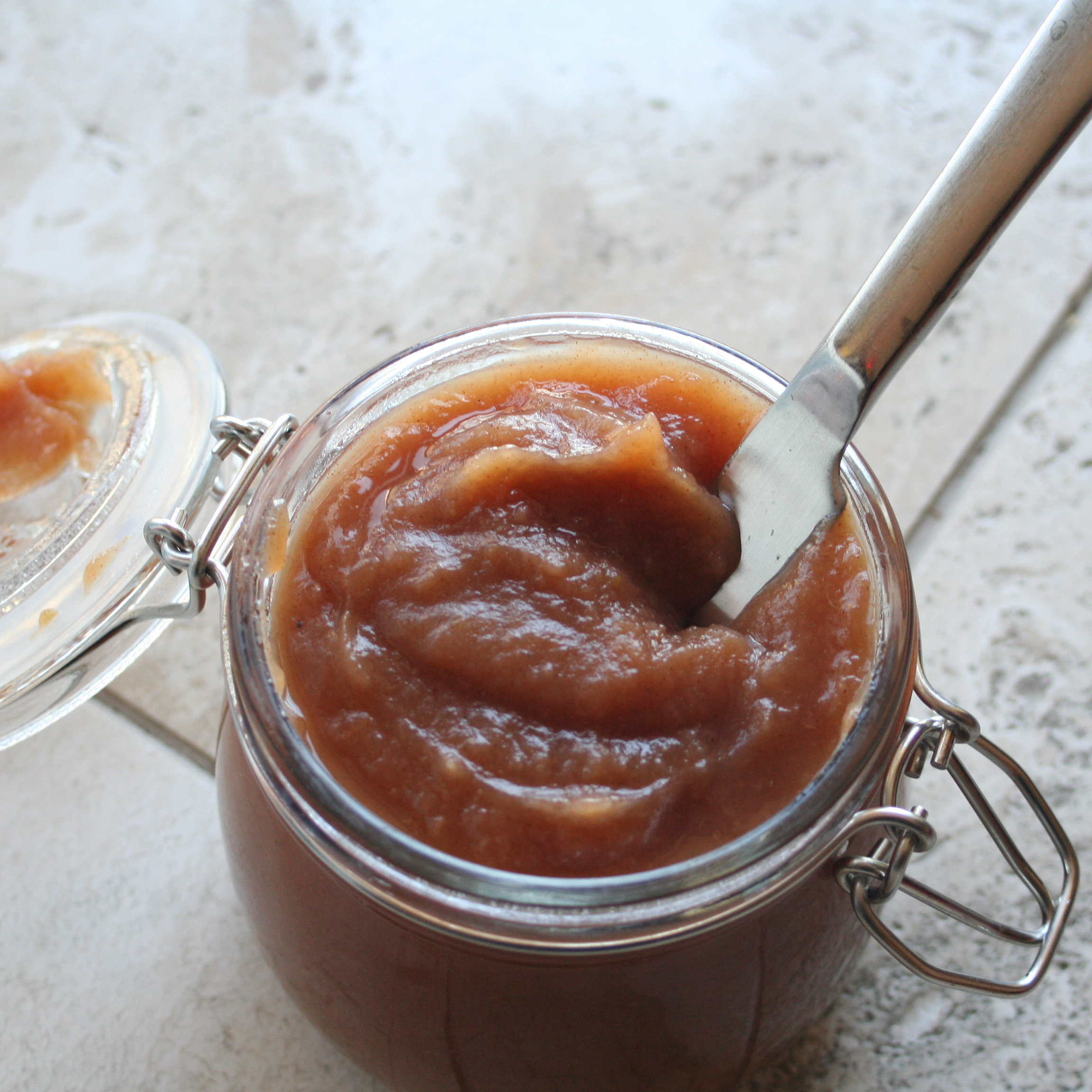
Apple butter.

La gastronomía de los alemanes de Pensilvania (Pennsylvania Dutch) o cocina germano-pensilvana es la comida típica y tradicional de los alemanes de Pensilvania, muy ligado al origen germánico (alemán y neerlandés principalmente) de este grupo cultural y social del estado de Pensilvania, Estados Unidos. Se trata de una tradición culinaria poco promovida, ni siquiera en Lancaster, donde más alemanes pensilvanos hay, y está desapareciendo lentamente en favor de una estandarización general de la cocina estadounidense, especialmente en las generaciones más jóvenes.
Se puede encontrar gastronomía germano-pensilvana en hogares de toda la región del valle de Delaware, en Filadelfia, y en mucha menor proporción, en los estados limítrofes de Nueva York y Ohio, y en el Canadá. Esta cocina refleja la procedencia agraria y el relativo aislamiento de los alemanes de Pensilvania.

## Características
Durante siglos, la dieta tradicional de los alemanes de Pensilvania ha estado vinculada a los productos cultivados en la región, a razón de ser un modo de vida rural y autosuficiente. Así pues, los productos frescos son de gran importancia. También lo son las carnes, especialmente la de res, así como mantequilla y otras grasas. Del animal se aprovechan todas las partes, y con ellas se hacen una variedad de embutidos como el Lebanon bologna.
A pesar de que Dutch quiere decir «holandés» en inglés, los alemanes de Pensilvania provienen de Alemania (Germany en inglés), los cuales se autodenominaban Deutsch, no Germans (de ahí la confusión). Diferentes preparaciones culinarias de la región tienen nombres en alemán.

## Platos

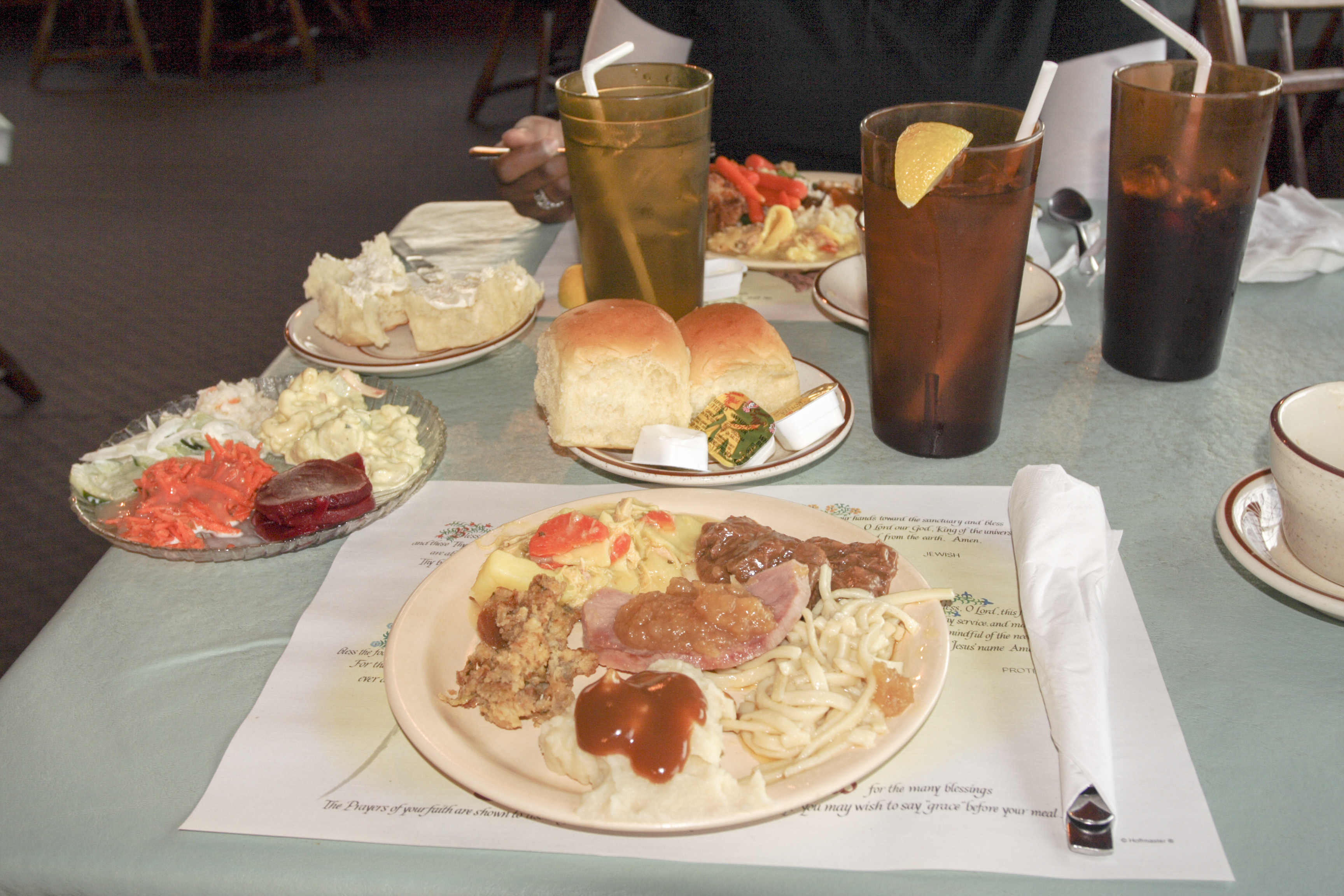
Comida germanopensilvana en un restaurante

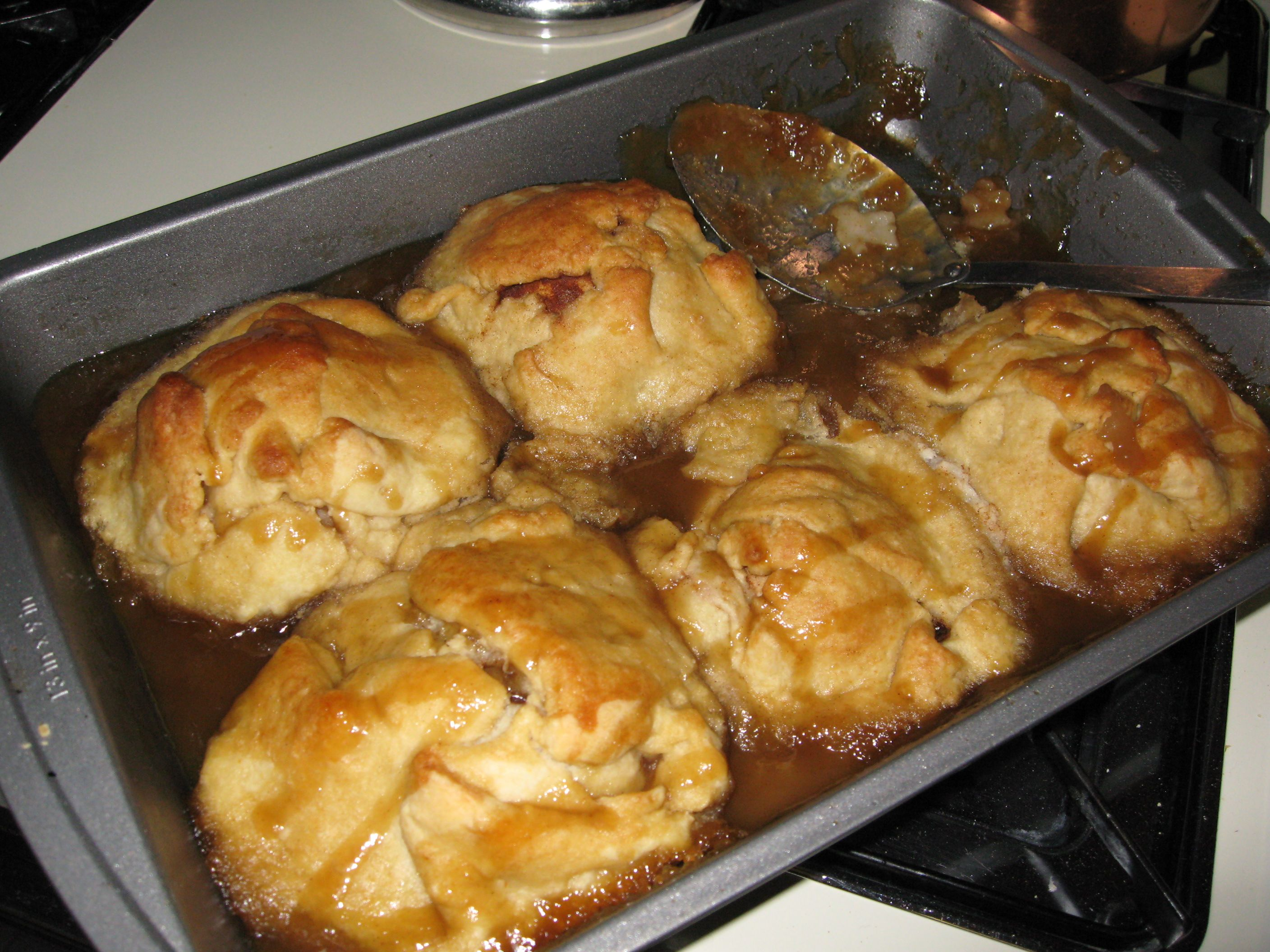
Apple dumpling

### Sopas
La sopas son un aspecto muy importante de la cocina Dutch pensilvana, y se encuentran tanto frías como calientes.  Las sopas, a menudo con fideos de huevo, son características de los alemanes de Pensilvania. En los hogares alemanes de Pensilvania tradicionalmente se ha cocinado el caldo, bien sea de vegetales, pescado, aves o carne. 
Existen diferentes tipos de sopas: Sippli o little soup (un caldo ligero), Koppsupper o cup soup, Suppe (sopas espesas estilo chowder, a menudo servidas como plato único, solo con pan) y G'schmorte (un sopa sin caldo, a menudo como un Brieh (Brei) o tipo gravy).
Las sopas germano-pensilvanas a menudo se espesan con algún almidón, como el puré de patatas, la harina, el arroz, los fideos, el pan frito, dumplings o riwwels (o rivvels, del alemán reiben, «frotar»), que son migas grandes hechas de frotar la yema de huevo y la harina entre los dedos.

### Otros platos
- Amish potato salad ('ensalada de patata amish')

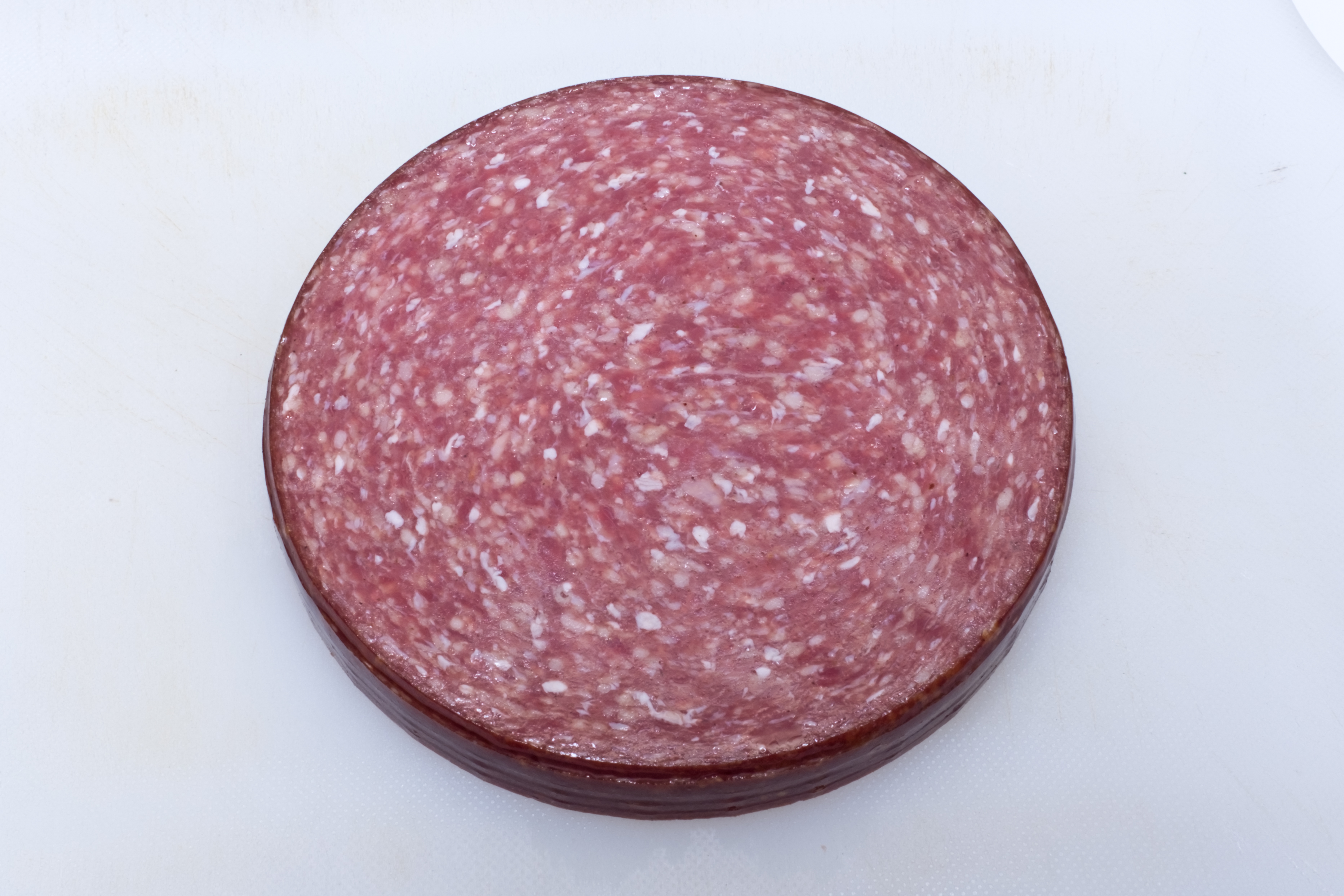
Lebanon Bolonia

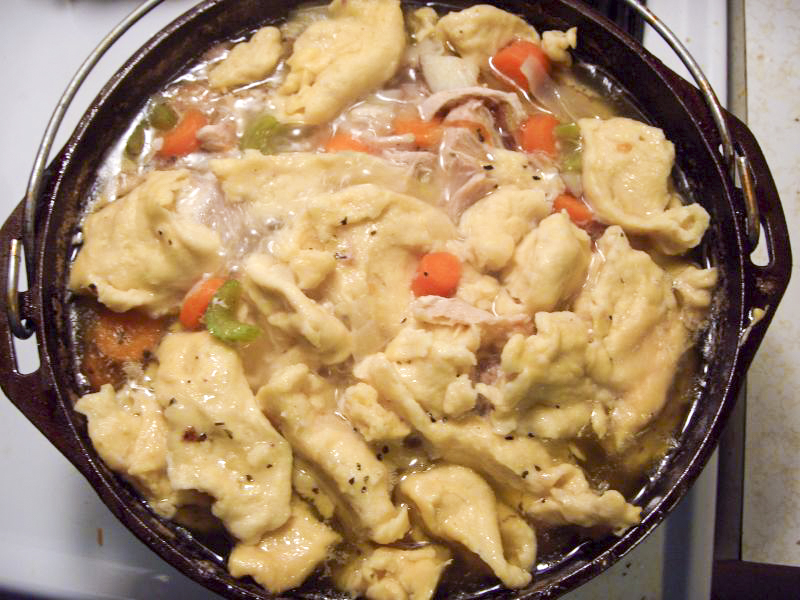
Chicken rivel soup

- Apple butter, mantequilla espesa de manzana originaria de Bélgica, Limburgo y Renania, hecho a partir de jugo de manzana, azúcar y especias, y se unta en pan para el desayuno.
- Dumpling de manzana, una manzana pelada y sin corazón, cubierta con una corteza de pastel, espolvoreada con azúcar o canela, y horneada. Se suele servir en bol con leche. A veces se come como postre, pero generalmente es una comida en sí misma.
- Jerky (cecina) de ternera o venado.
- Bova Shankel (Traducido tan "las piernas del chico" de Pensilvania holandesa "buwe schenkel")
- Brown butter noodles ('fideos de mantequilla marrón'), fideos mezclados con mantequilla fundida y dorada en sartén.
- Hot bacon dressing, tocino cocido y desmenuzado en un aderezo dulce espesado, servido caliente sobre una ensalada verde; se usa a menudo con hojas de diente de león para contrastar su sabor agrio.
- Bacon gravy
- Chicken and waffles ('pollo y gofres')
- Chicken corn soup ('sopa de maíz y pollo'), hecha con fideos y a veces azafrán, el cual ha sido cultivado en el área alemana de Pensilvania desde principios del siglo XIX. Comúnmente se agrega rivels, un pequeño dumpling.[2]
- Chow-chow
- Coleslaw
- Cup cheese
- Gingerbread (pan de jengibre), ginger snaps (galletas de jengibre), ginger cake (pastel de jengibre), etc. El uso de este condimento típico de la cocina de los alemanes de Pensilvania. De hecho, muchas de las tartas y rollos de la repostería americana surgen de estos alemanes.[6]
- Hamloaf, un plato parecido a un pastel de carne hecho de jamón molido, a menudo horneado con azúcar morena encima, sin las especias y el pan rallado que se encuentran en el pastel de carne.
- Hog maw, estómago de cerdo, llamado seimaaga en el dialecto germano-pensilvano
- Lebanon bologna, una salchicha ahumada
- Schmear de mantequilla de maní
- Pepper cabbage ('col pimienta')
- Cerdo y sauerkraut
- Potato filling ('relleno de papa')
- Potato rolls
- Pot pie, un estofado de carne con fideos grandes (plazas de pastel del tarro); a menudo presenta pollo, harina, sal, vegetales (como apio, cebolla, y zanahorias) así como especias (como perejil, tomillo, pimienta negra, y laurel).
- Bretzel
- Red beet egg ('huevos encurtidos en remolacha')
- Sauerbraten o 'asado agrio', es cualquiera de las diversas carnes y especias que se marinan durante varios días en vinagre o vino, se agregan verduras al adobo durante el último día. El sauerbraten se hacía tradicionalmente con carne de caballo, pero ahora se prefiere la carne de res u otros cortes de carne. A menudo se sirve con albóndigas y col lombarda. Sauerbraten sigue siendo muy popular en toda Alemania.
- Schnitz un knepp
- Scrapple

### Bebidas

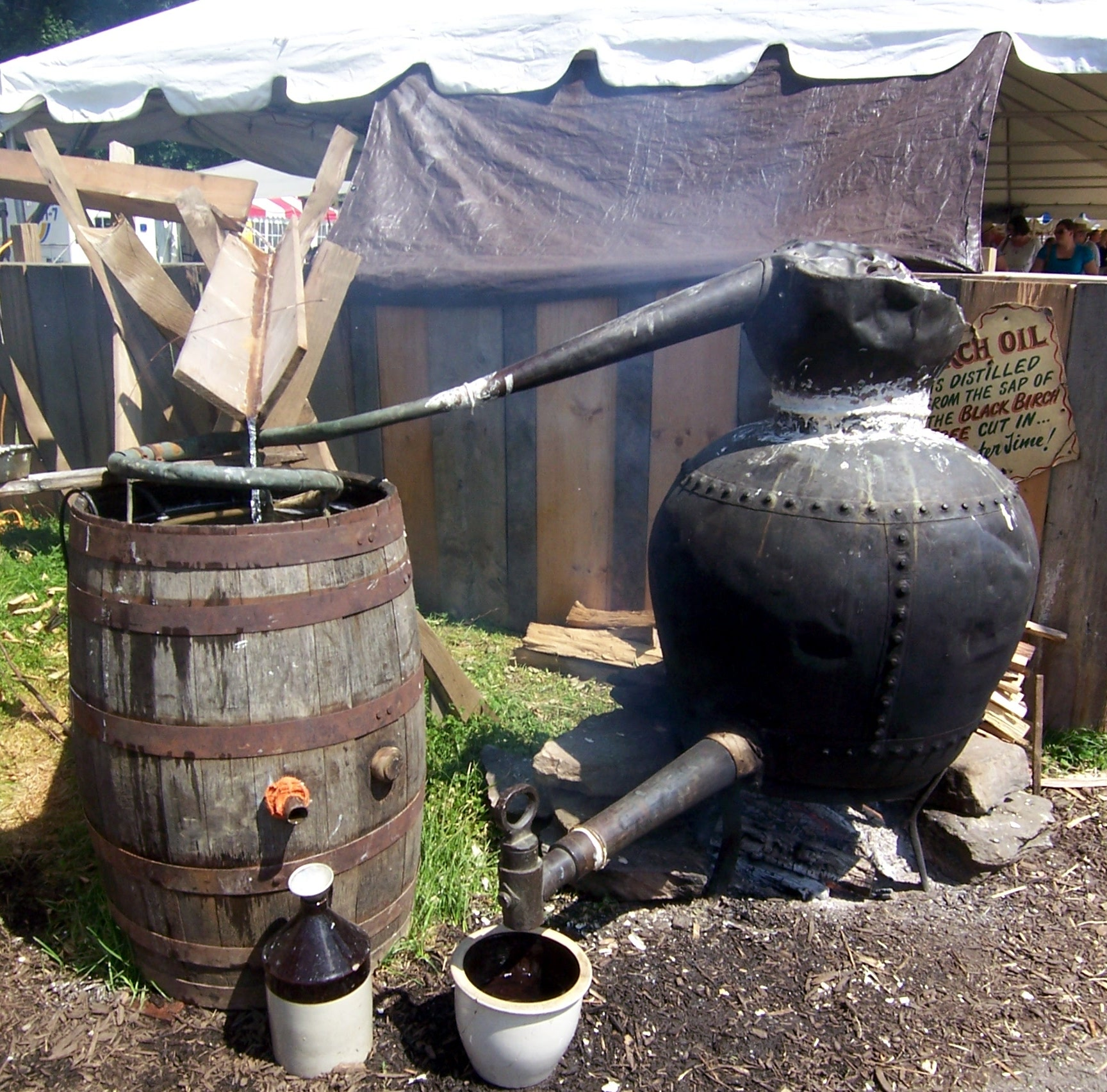
Producción de cerveza de abedul en el Festival Folclórico de Kutztown.

- Birch beer ('cerveza de abedul')
- Root beer ('cerveza de raíz')

### Postres
- Angel food cake (pastel de ángel)
- Dumplings de manzana
- Dutch baby pancake

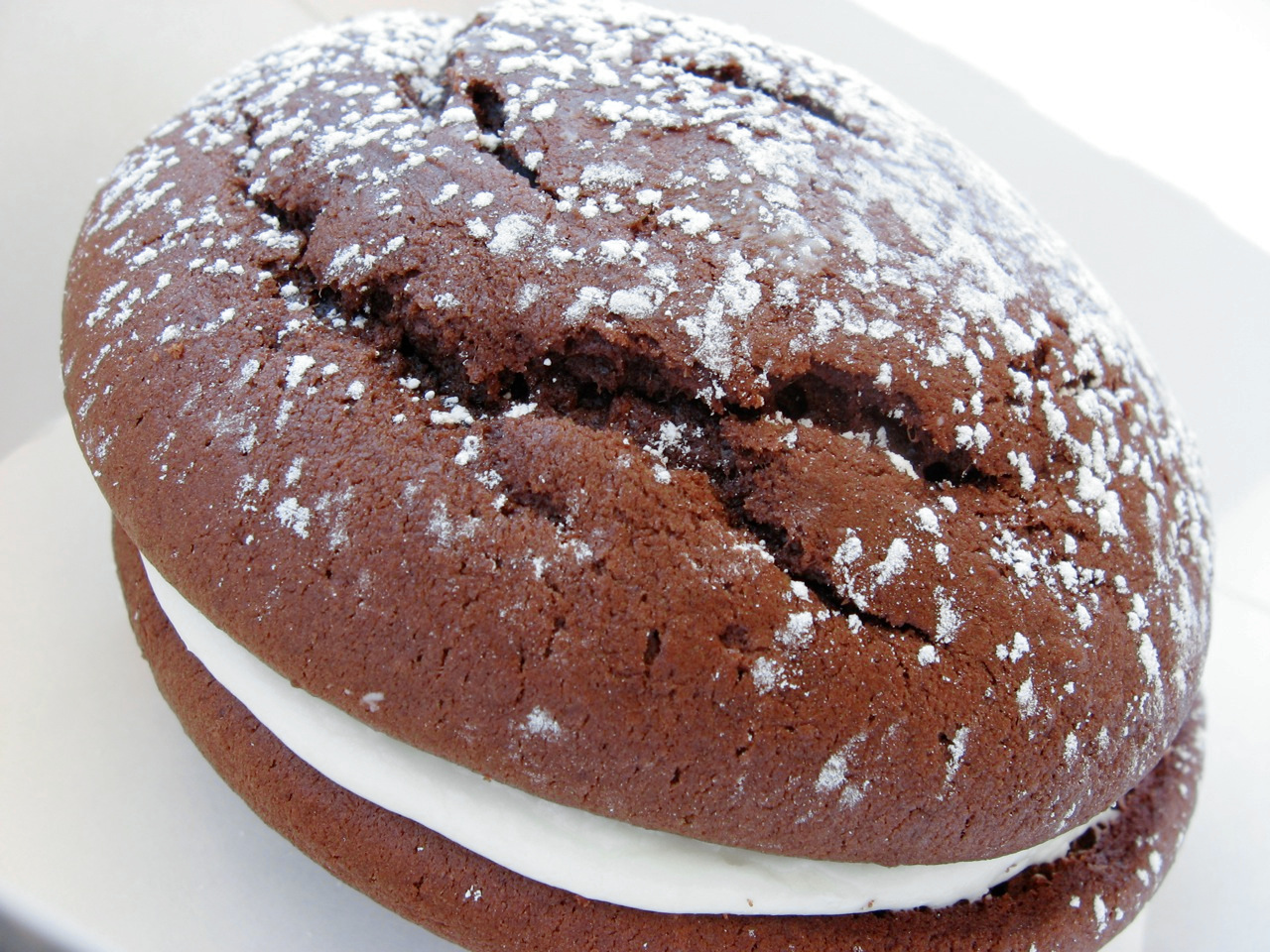
Whoopie pie.

- Church spread, hecho de jarabe de maíz, crema de malvavisco y mantequilla de maní, que a menudo se encuentra en los servicios de la iglesia Amish y en eventos comunitarios.
- Cracker pudding, espesado con crackers salados
- Fastnachts
- Funnel cake
- Funny cake, pastel veteado por completo con rayas de chocolate.
- Whoopie pie o gob
- Montgomery pie, corteza mantecosa con un relleno de melaza pegajosa y limón y una cobertura de pastel de suero de leche.
- Pastel de azúcar moravo
- Shoofly pie, pastel de migas de melaza con una base de pastel para comer más fácilmente
- Galletas de azúcar